# Skupniów Upłaz

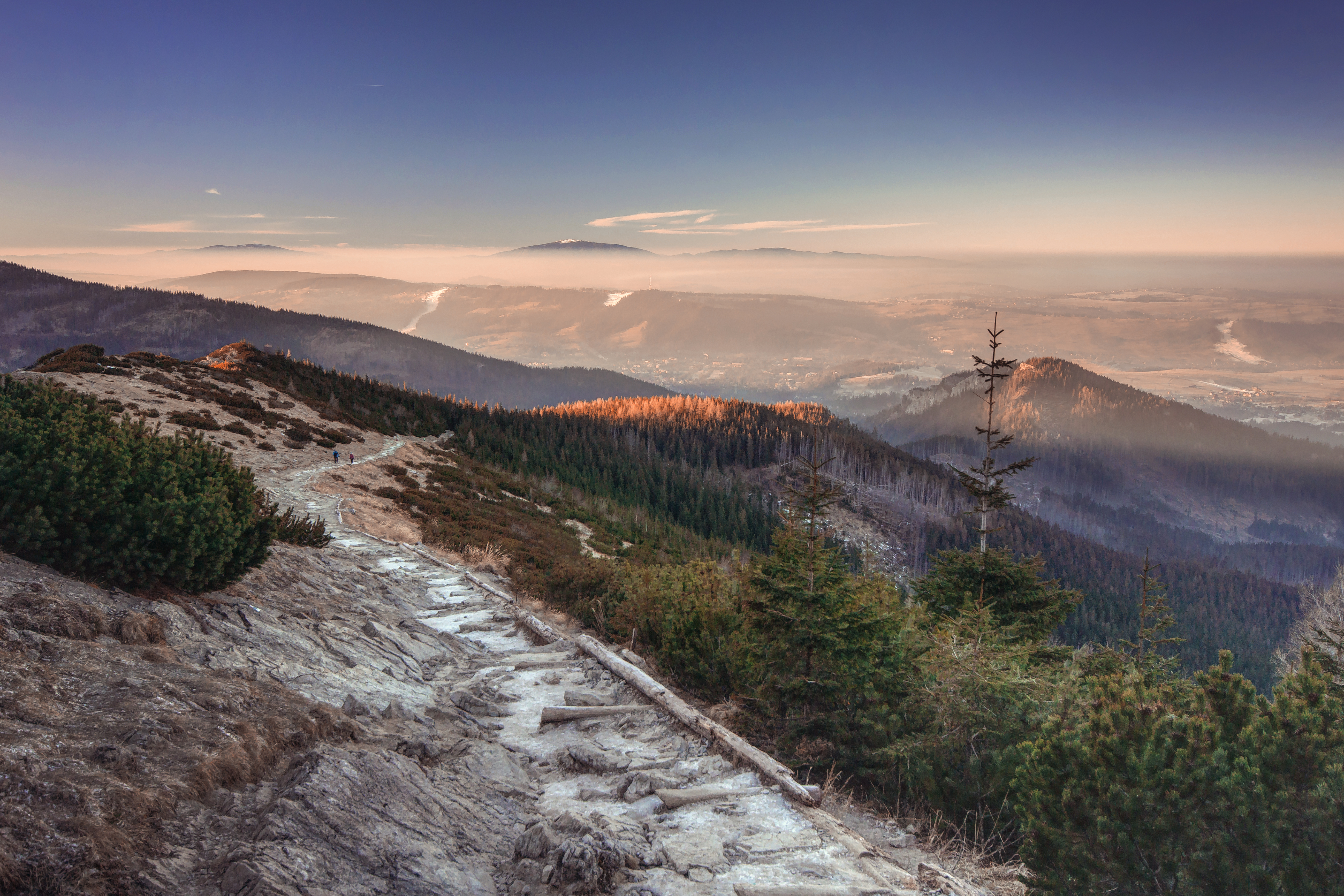
Skupniów Upłaz z Nosalem i Zakopanem w tle

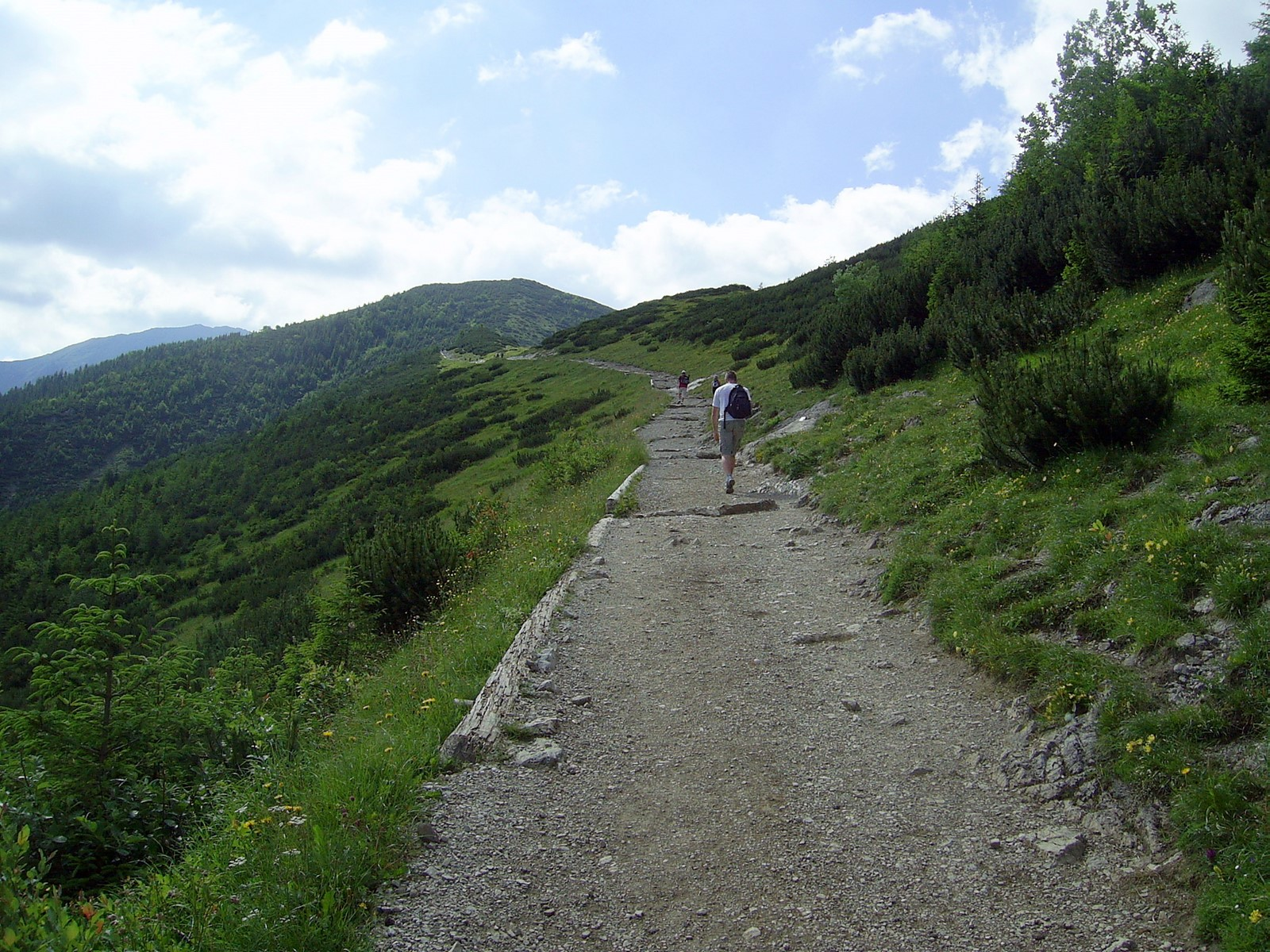
Skupniów Upłaz od strony Boczania

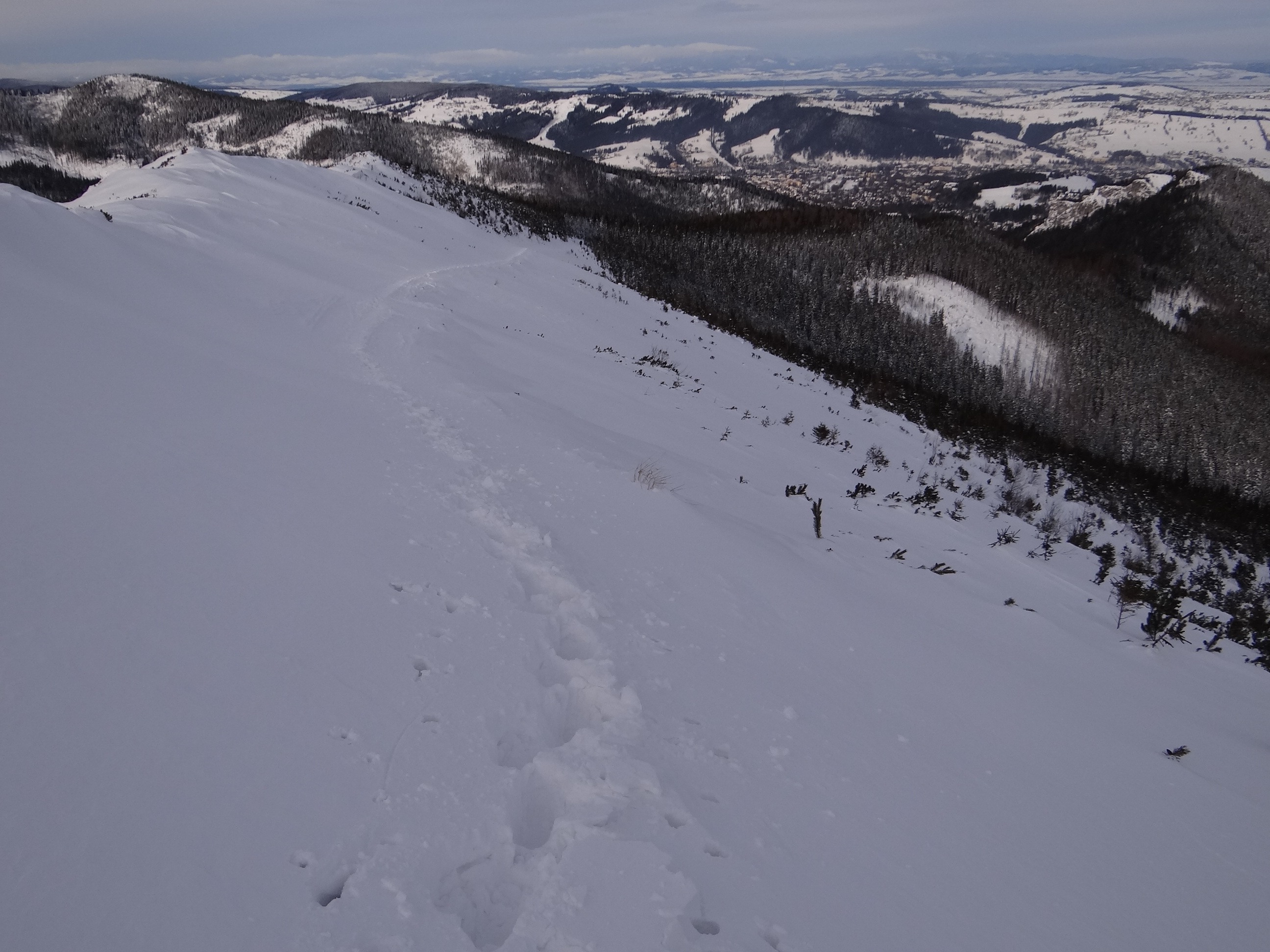
Skupniów Upłaz zimą

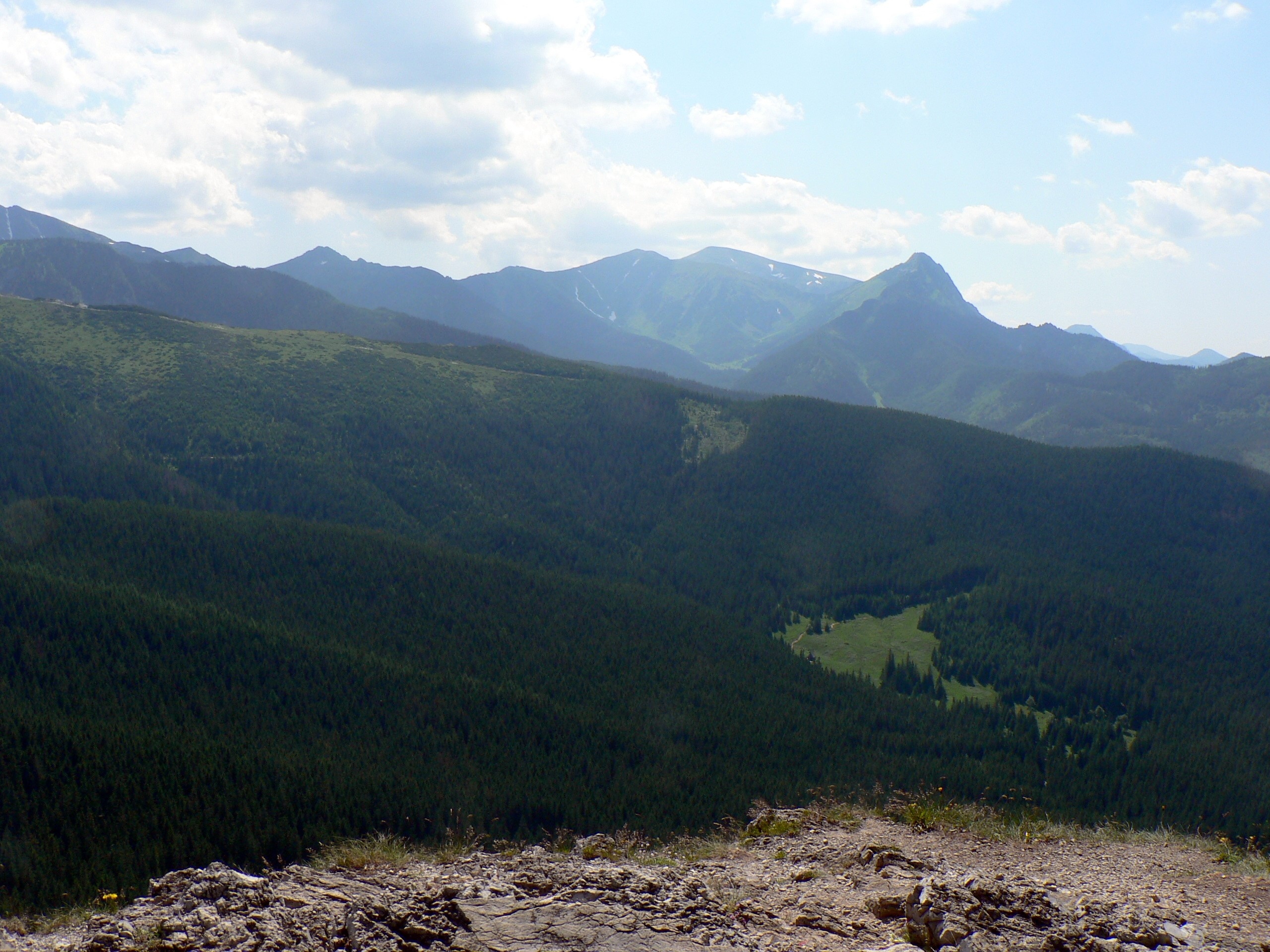
Widok na Skupniów Upłaz z Wielkiego Kopieńca

Skupniów Upłaz, Skupniowy Upłaz – nazwa określająca zbocza i grzbiet pomiędzy doliną Jaworzynką a Doliną Olczyską w Tatrach Zachodnich (powyżej Skupniowego Przechodu).

## Topografia
Wznosi się na wysokość ok. 1300–1470 m n.p.m. Od Wielkiej Kopy Królowej oddzielony jest przełęczą zwana Diabełek (ok. 1470 m) i Żlebem Roja. Na północ opada po przełęcz Skupniów Przechód (ok. 1275 m) i wschodni grzbiet Wysokiego. Z przełęczy Diabełek opada do doliny Jaworzynki Długi Żleb, stanowiący orograficznie jej prawe odgałęzienie. Od strony Doliny Olczyskiej stok Skupniowego Upłazu jest całkowicie równy, umiarkowanie stromy i pozbawiony skałek, górą kamienisto-trawiasty, niżej trawiasty. Od strony doliny Jaworzynki stok jest znacznie bardziej stromy. Wznoszą się w nim liczne, niewielkie skały i turniczki, większe z nich mają własne nazwy: Parzące Turnie, Gruba Turnia, Krzemionka, Mnich i inne.

## Nazewnictwo
Historycznie nazwa Skupniów Upłaz odnosiła się tylko do tych jego zboczy, które opadają do Doliny Olczyskiej na odcinku pomiędzy Boczaniem a Przełęczą między Kopami. Obecnie nazwa ta rozciągana jest również na cały grzbiet wzdłuż tych zboczy. Nazwa pochodzi od góralskiego nazwiska Skupień, upłaz zaś w gwarze góralskiej oznacza łagodny, trawiasty grzbiet. Intensywne dawniej pasterstwo, jak również prace górnicze skutkowały tym, że nadano tutaj nazwę każdemu fragmentowi zboczy, który dla pasterzy i górników miał jakieś znaczenie. Obecnie nazwy te straciły swoje znaczenie i nie są już używane, gdyż nie są potrzebne.

## Opis
Zbudowany jest z wapiennych i dolomitowych skał. Obecnie Skupniów Upłaz to siedlisko bogatej flory wapieniolubnych roślin tatrzańskich porastającej niezalesione fragmenty murawy i skały wapienne. Rośnie tu m.in.: dębik ośmiopłatkowy, gnidosz dwubarwny, kosatka kielichowa, łyszczec rozesłany, naradka włosista, ostrołódka karpacka, powojnik alpejski, przelot alpejski, oset siny, piaskowiec orzęsiony, pleszczotka górska, sesleria tatrzańska, skalnica seledynowa, gronkowa, nakrapiana, naprzeciwlistna i zwisła, stokrotnica górska, tłustosz alpejski, szarotka alpejska, zerwa kulista i inne. M.in. stwierdzono tutaj występowanie szaroty Hoppego i potrostka alpejskiego – bardzo rzadkich gatunków roślin, w Polsce występujących tylko w Tatrach i to w nielicznych tylko miejscach. Ze szlaku turystycznego prowadzącego po wschodniej stronie, tuż poniżej zbudowanej z dolomitów triasowych grani, interesujące widoki na Dolinę Olczyską, pobliski Wielki Kopieniec i Giewont.

## Historia
Dawniej był wypasany. Stoki wschodnie wchodziły w skład Hali Skupniowej (potem Hali Olczysko), stoki zachodnie Hali Jaworzynka. Nadmiernie intensywny wypas doprowadził do ogromnej erozji stoku od strony doliny Jaworzynki i niemal całkowitego zniszczenia gleby, która rozdeptana przez stada owiec zmyta została przez spływające po obfitych ulewach wody. Antoni Wrzosek w 1933 r. opisywał stoki Skupniowego Upłazu jako „tworzące ponury krajobraz krasowej pustyni żwirowej”. Obszar ten jest przykładem ogromnych zniszczeń dokonanych przez człowieka w Tatrach. Dla potrzeb pasterskich, jak również dla huty w Kuźnicach wycięto całkowicie las, a nawet kosówkę. Stoki te, począwszy od lat międzywojennych, zaczęto regenerować m.in. nasadzeniami modrzewia i obecnie są one już w dużej części pokryte roślinnością. Natomiast wskutek ogromnego nasilenia pieszego ruchu turystycznego w tym rejonie ulegają erozji zbocza od strony Doliny Olczyskiej. Szlak przez Boczań i Skupniów Upłaz na Dolinę Gąsienicową to bowiem jeden z najbardziej zatłoczonych tatrzańskich szlaków. Prowadzi dawną drogą górniczą, którą zwożono do Kuźnic rudę żelaza, a do góry wożono drewno niezbędne do obudowy sztolni. Jadwiga Łuszczewska w 1860 r. pisała: „górnicy chcąc sprowadzić wózek pełen ciężaru muszą zdjąć z niego tylne koła i powtykać sękate gałęzie, które czepiając się głazów, tworzą niby wielki hamulec”.

## Szlaki turystyczne
– niebieski: Kuźnice – Boczań – Skupniów Upłaz – Przełęcz między Kopami – Królowa Rówień – Hala Gąsienicowa.
- Czas przejścia z Kuźnic na przełęcz: 1:40 h, ↓ 1:10 h
- Czas przejścia z Kuźnic do „Murowańca”: 2 h, ↓ 1:35 h.